# 범아프리카주의

국제흑인개선협회의 기

범아프리카주의는 아프리카 대륙의 주민 및 전 세계에 흩어진 아프리카계 주민의 해방과 연대를 호소하는 사상이다. 아프리카 독립의 촉진제가 되었고, 아프리카 통일 기구 및 그 후계 기관인 아프리카 연합을 만들어내는 정신적 모체가 되었다.

## 같이 보기
- 토마스 상카라
- 넬슨 만델라